# Coupe de France de football 1965-1966
Navigation
Coupe de France 1964-1965 Coupe de France 1966-1967
L'édition 1965-1966 de la Coupe de France est la 49e édition de la Coupe de France de football. Celle-ci est remportée par le Racing Club de Strasbourg, vainqueur du FC Nantes lors de la finale du 22 mai 1966.
Il s'agit de la deuxième Coupe de France remportée par les joueurs strasbourgeois.

## Trente-deuxièmes de finale
| Division        | Club                   | Score      | Club                     | Division        |
| --------------- | ---------------------- | ---------- | ------------------------ | --------------- |
| Division 2 (D2) | AS Aix-en-Provence     | 1 - 0      | CS Cuiseaux              | CFA (D3)        |
| CFA (D3)        | AS Mutzig              | 2 - 0      | Stade français FC        | Division 1 (D1) |
| Division 1 (D1) | FC Nantes              | 3 - 1      | Stade lavallois          | CFA (D3)        |
| Division 1 (D1) | OGC Nice               | 1 - 0      | AS Monaco FC             | Division 1 (D1) |
| Division 1 (D1) | Nîmes Olympique        | 2 - 1      | SSMC Miramas             | CFA (D3)        |
| CFA (D3)        | Chamois niortais FC    | 2 - 1 a.p. | AS Béziers               | Division 2 (D2) |
| Division 2 (D2) | RC Paris               | 2 - 0      | AC Cambrai               | CFA (D3)        |
| Division 2 (D2) | Stade de Reims         | 1 - 0      | AS Strasbourg            | DH (D4)         |
| DH (D4)         | Stade briochin         | 3 - 2      | UCK Vannes               | DH (D4)         |
| Division 1 (D1) | Red Star OA            | 3 - 1      | SO Montpellier           | Division 2 (D2) |
| Division 1 (D1) | FC Sochaux-Montbéliard | 4 - 1      | FC Grenoble              | Division 2 (D2) |
| Division 1 (D1) | RC Strasbourg          | 3 - 1      | AS Saint-Étienne         | Division 1 (D1) |
| Division 2 (D2) | SC Toulon              | 2 - 0      | AS Decize                | DH (D4)         |
| Division 1 (D1) | Toulouse FC            | 3 - 0      | AS Angoulême             | Division 2 (D2) |
| Division 1 (D1) | US Valenciennes-Anzin  | 2 - 0      | CA Mantes-la-Ville       | PH (D5)         |
| Division 2 (D2) | Olympique de Marseille | 2 - 0      | FC Girondins de Bordeaux | Division 1 (D1) |
| Division 1 (D1) | Olympique lyonnais     | 3 - 1      | AAJ Blois                | CFA (D3)        |
| CFA (D3)        | RC Vichy               | 3 - 1      | RC Agde                  | DH (D4)         |
| Division 2 (D2) | Olympique avignonnais  | 3 - 1 a.p. | GFC Ajaccio              | CFA (D3)        |
| Division 1 (D1) | AS Cannes              | 1 - 0      | US Marignane             | Division 2 (D2) |
| Division 2 (D2) | AS Cherbourg           | 3 - 0      | US Boulogne-sur-Mer      | Division 2 (D2) |
| Division 2 (D2) | AC Ajaccio             | 1 - 0      | UA Sedan-Torcy           | Division 1 (D1) |
| CFA (D3)        | FC Gueugnon            | 2 - 1      | Entente Chaumont AC      | CFA (D3)        |
| Division 1 (D1) | Lille OSC              | 3 - 0      | RC Lens                  | Division 1 (D1) |
| Division 2 (D2) | Limoges FC             | 0 - 0 a.p. | FC Rouen                 | Division 1 (D1) |
| Division 2 (D2) | SEC Bastia             | 3 - 2      | US Cazères               | CFA (D3)        |
| Division 1 (D1) | Angers SCO             | 6 - 1      | LB Châteauroux           | CFA (D3)        |
| CFA (D3)        | AS Aulnoye             | 2 - 1      | US Quevilly              | CFA (D3)        |
| Division 2 (D2) | RCFC Besançon          | 2 - 0      | FC Mulhouse 1893         | CFA (D3)        |
| Division 1 (D1) | Stade rennais UC       | 5 - 1      | RC Calais                | CFA (D3)        |
| Division 2 (D2) | US Forbach             | 5 - 0      | CO Saint-Dizier          | CFA (D3)        |
| CFA (D3)        | US Dunkerque           | 2 - 2 a.p. | AS Beauvais-Marissel     | DH (D4)         |
| Matches rejoués |                        |            |                          |                 |
| Division 1 (D1) | Limoges FC             | 2 - 0      | FC Rouen                 | Division 1 (D1) |
| CFA (D3)        | US Dunkerque           | 1 - 0      | AS Beauvais-Marissel     | DH (D4)         |

## Seizièmes de finale
| Division        | Club                   | Score      | Club                   | Division        |
| --------------- | ---------------------- | ---------- | ---------------------- | --------------- |
| Division 1 (D1) | Toulouse FC            | 5 - 1      | FC Gueugnon            | CFA (D3)        |
| Division 2 (D2) | Stade de Reims         | 2 - 1      | SC Toulon              | Division 2 (D2) |
| DH (D4)         | Stade briochin         | 1 - 0      | Olympique de Marseille | Division 2 (D2) |
| Division 1 (D1) | FC Nantes              | 7 - 3      | US Forbach             | Division 2 (D2) |
| Division 1 (D1) | Red Star OA            | 4 - 2      | Olympique avignonnais  | Division 2 (D2) |
| Division 1 (D1) | FC Sochaux-Montbéliard | 3 - 1      | RC Vichy               | CFA (D3)        |
| Division 1 (D1) | Olympique lyonnais     | 0 - 0 a.p. | RCFC Besançon          | Division 2 (D2) |
| Division 1 (D1) | Lille OSC              | 4 - 1      | Limoges FC             | Division 2 (D2) |
| Division 2 (D2) | AS Cherbourg           | 2 - 0      | US Dunkerque           | CFA (D3)        |
| Division 1 (D1) | RC Strasbourg          | 4 - 1      | AS Aulnoye             | CFA (D3)        |
| Division 1 (D1) | AS Cannes              | 1 - 1 a.p. | AS Mutzig              | CFA (D3)        |
| Division 1 (D1) | Angers SCO             | 2 - 0      | RC Paris               | Division 2 (D2) |
| Division 2 (D2) | AC Ajaccio             | 1 - 0      | SEC Bastia             | Division 2 (D2) |
| Division 1 (D1) | Stade rennais UC       | 5 - 0      | Chamois niortais FC    | CFA (D3)        |
| Division 2 (D2) | AS Aix-en-Provence     | 1 - 0 a.p. | US Valenciennes-Anzin  | Division 1 (D1) |
| Division 1 (D1) | Nîmes Olympique        | 2 - 1      | OGC Nice               | Division 1 (D1) |
| Matches rejoués |                        |            |                        |                 |
| Division 1 (D1) | Olympique lyonnais     | 1 - 1 a.p. | RCFC Besançon          | Division 2 (D2) |
| Division 1 (D1) | Olympique lyonnais     | 1 - 0      | RCFC Besançon          | Division 2 (D2) |
| Division 1 (D1) | AS Cannes              | 4 - 0      | AS Mutzig              | CFA (D3)        |

## Huitièmes de finale
| Division        | Club                   | Score      | Club               | Division        |
| --------------- | ---------------------- | ---------- | ------------------ | --------------- |
| Division 2 (D2) | AC Ajaccio             | 3 - 2      | AS Aix-en-Provence | Division 2 (D2) |
| Division 1 (D1) | Toulouse FC            | 2 - 0      | Olympique lyonnais | Division 1 (D1) |
| Division 1 (D1) | FC Sochaux-Montbéliard | 4 - 0      | Nîmes Olympique    | Division 1 (D1) |
| Division 2 (D2) | Stade de Reims         | 1 - 1 a.p. | Stade rennais UC   | Division 1 (D1) |
| Division 1 (D1) | FC Nantes              | 1 - 1 a.p. | Red Star OA        | Division 1 (D1) |
| Division 2 (D2) | AS Cherbourg           | 1 - 0      | Lille OSC          | Division 1 (D1) |
| Division 1 (D1) | Angers SCO             | 1 - 1 a.p. | AS Cannes          | Division 1 (D1) |
| Division 1 (D1) | RC Strasbourg          | 5 - 2      | Stade briochin     | DH (D4)         |
| Matches rejoués |                        |            |                    |                 |
| Division 1 (D1) | Angers SCO             | 3 - 0      | AS Cannes          | Division 1 (D1) |
| Division 1 (D1) | FC Nantes              | 2 - 0      | Red Star OA        | Division 1 (D1) |
| Division 2 (D2) | Stade de Reims         | 1 - 1 a.p. | Stade rennais UC   | Division 1 (D1) |
| Division 2 (D2) | Stade de Reims         | 3 - 2      | Stade rennais UC   | Division 1 (D1) |

## Quarts de finale
| Division        | Club          | Score      | Club                   | Division        |
| --------------- | ------------- | ---------- | ---------------------- | --------------- |
| Division 1 (D1) | Angers SCO    | 3 - 1 a.p. | Stade de Reims         | Division 2 (D2) |
| Division 1 (D1) | FC Nantes     | 2 - 0      | AC Ajaccio             | Division 2 (D2) |
| Division 1 (D1) | RC Strasbourg | 1 - 0      | AS Cherbourg           | Division 2 (D2) |
| Division 1 (D1) | Toulouse FC   | 2 - 0      | FC Sochaux-Montbéliard | Division 1 (D1) |

## Demi-finales
| Division        | Club          | Score      | Club        | Division        |
| --------------- | ------------- | ---------- | ----------- | --------------- |
| Division 1 (D1) | RC Strasbourg | 3 - 1 a.p. | Toulouse FC | Division 1 (D1) |
| Division 1 (D1) | FC Nantes     | 3 - 0      | Angers SCO  | Division 1 (D1) |

## Finale
| Entraîneur : |
| Paul Frantz  |

| Entraîneur : |
| José Arribas |

| Entraîneur : |
| Paul Frantz  |

| Entraîneur : |
| José Arribas |